# Bleptina aemula
Bleptina aemula är en fjärilsart som beskrevs av Druce. Bleptina aemula ingår i släktet Bleptina och familjen nattflyn. Inga underarter finns listade i Catalogue of Life.